# Sonerien Du
 (mars 2010).
Si vous disposez d'ouvrages ou d'articles de référence ou si vous connaissez des sites web de qualité traitant du thème abordé ici, merci de compléter l'article en donnant les références utiles à sa vérifiabilité et en les liant à la section « Notes et références ».
Sonerien Du est un groupe de musique bretonne et plus particulièrement de musique à danser de fest noz. Le groupe a été créé en 1971 par cinq Bretons du pays Bigouden (Cornouaille) : Yann Kaourintin Ar Gall, Daniel Tanneau, Didier Quiniou, Gilles Rolland et Raymond Riou, très vite rejoints par Yann Goas, puis dans le deuxième semestre de 1972 par Jean-Pierre Le Cam, aux cuillères et au banjo puis à la basse et au chant.
Les membres du groupe modernisent leur musique d'inspiration traditionnelle, par l'ajout de nouveaux sons et l'écriture de chansons, en breton et en français. Ils conservent les caractéristiques des danses bretonnes (gavottes, plinn, an dro, ridées...) Ils ont enregistré une vingtaine d'albums studio et trois albums live. La notoriété du groupe l'a fait voyager dans toute la Bretagne, en France, mais aussi dans beaucoup de villes d’Europe (Vienne, Oslo, Porto, Milan, Cromer) pour plus de quatre-mille concerts et festoù-noz.

## Biographie

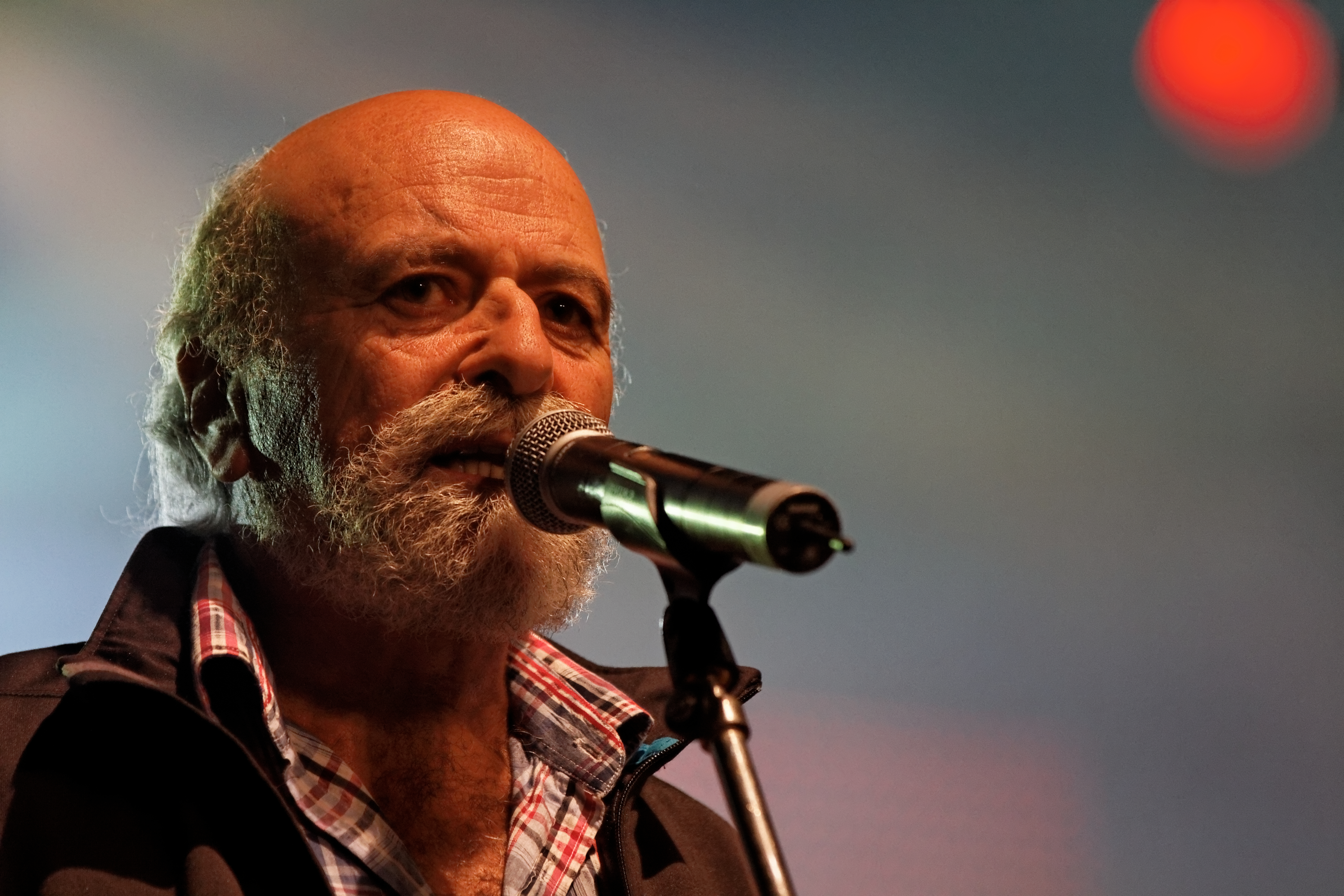
Raymond Riou, l'un des fondateurs, au chant et à la guitare

Le groupe effectue sa première tournée au Danemark, jouant lors des intermèdes du spectacle du cercle celtique de Pont l'Abbé ; un couple de sonneurs, accompagné d'un guitariste et d'un accordéoniste, font donc patienter le public au rythme des danses bretonnes. À leur retour, ils découvrent que les Diaouled ar Menez à Carhaix marient également la tradition à la modernité. L'équipe fondatrice composée en 1971 de Yann Kaourintin Ar Gall, Daniel Tanneau, Didier Quiniou, Gilles Rolland et Raymond Riou ne restera pas très longtemps telle quelle. Yann Kaourintin Ar Gall laisse rapidement la place à Yann Goas.
Puis dès 1972, arrive aux cuillères, banjo, basse et chant, Jean-Pierre Le Cam. La formation est alors constituée de Yann Goas (bombarde), Dany Tanneau (biniou, washboard), Gilles Rolland (accordéon), Didier Quiniou (guitare et chant), Raymond Riou (guitare et chant) et Jean-Pierre Le Cam (basse, chant). Le groupe enregistre sous cette formation deux albums, Bal Breton volume 1 et 2.
En 1976, la formation change, Sonerien Du devenant le premier groupe de fest-noz à passer entièrement professionnel. Didier Quiniou et Dany Tanneau passent la main à cette occasion. C'est ainsi que sera appelé en renfort pour l'enregistrement de l'album Sonerien Du vol.3, Dan Ar Braz, premier guitariste électrique à jouer dans un groupe de fest-noz, au côté du batteur Michel Santangeli (Alan Stivell, Jacques Higelin, Ys...) Un autre musicien intègre le groupe pour quelque temps, c'est Christian Desbordes qui y tiendra le violon, en remplacement du biniou de Dany. En 1979, c'est Hervé Kernéis qui intègre la formation au violon et guitares, apportant une tonalité plus folk à la musique.
Le groupe, ayant l'idée de fêter ses dix ans en 1982, décide de décaler sa date de naissance à 1972. Sonerien Du a lancé le principe de fêter en musique et lors de grands concerts fest-noz, leurs 10, 15, 20, 25, 30, 35 et en 2012, 40 ans ! Concept repris depuis par beaucoup d'autres groupes. En 1982 arrive la première rythmique de Sonerien Du avec le percussionniste quimpérois Jacques Moreau, alors accompagnateur de la chorégraphe togolaise Flora Théfaine. Sonerien Du devient le premier groupe à danser breton à utiliser la percussion jouée avec les mains (congas, djembé). Il enregistre un album avec Sonerien Du en 1987 (Tradition vibrante) et sera invité pour quelques titres en 1998 (Steir).
1985 marque l'arrivée d'un « batteur de rock » en la personne de Gérard Belbéoc'h, provoquant quelques rejets de la part du public habituel de la musique traditionnelle bretonne, pour qui cet instrument n'est pas représentatif. Cette frange se manifestera encore lorsqu'en 1987, la guitare électrique intègre le groupe avec Dominique Lardic qui succède à Raymond Riou. Ce choix d’intégrer batterie rock et guitares électriques devient une évidence après le succès de Sonerien Du et des nombreux groupes à faire de même, mais à l'époque ce n'était pas aussi simple.
C'est en 1986 que le groupe, pour les besoins d'une pochette de disque, rencontre l'artiste Fañch Le Henaff, qui lui propose le « cœur-biniou », devenu l'emblème et le logo officiel du groupe. Ce logo fut créé pour le groupe Bleizi Ruz, qui le refusa.
1988 voit le départ du claviériste Eric Dureau, remplacé par Dominique Robineau, qui s'occupe aussi des arrangements.
L'album Etre mor ha douar sort en 1992.

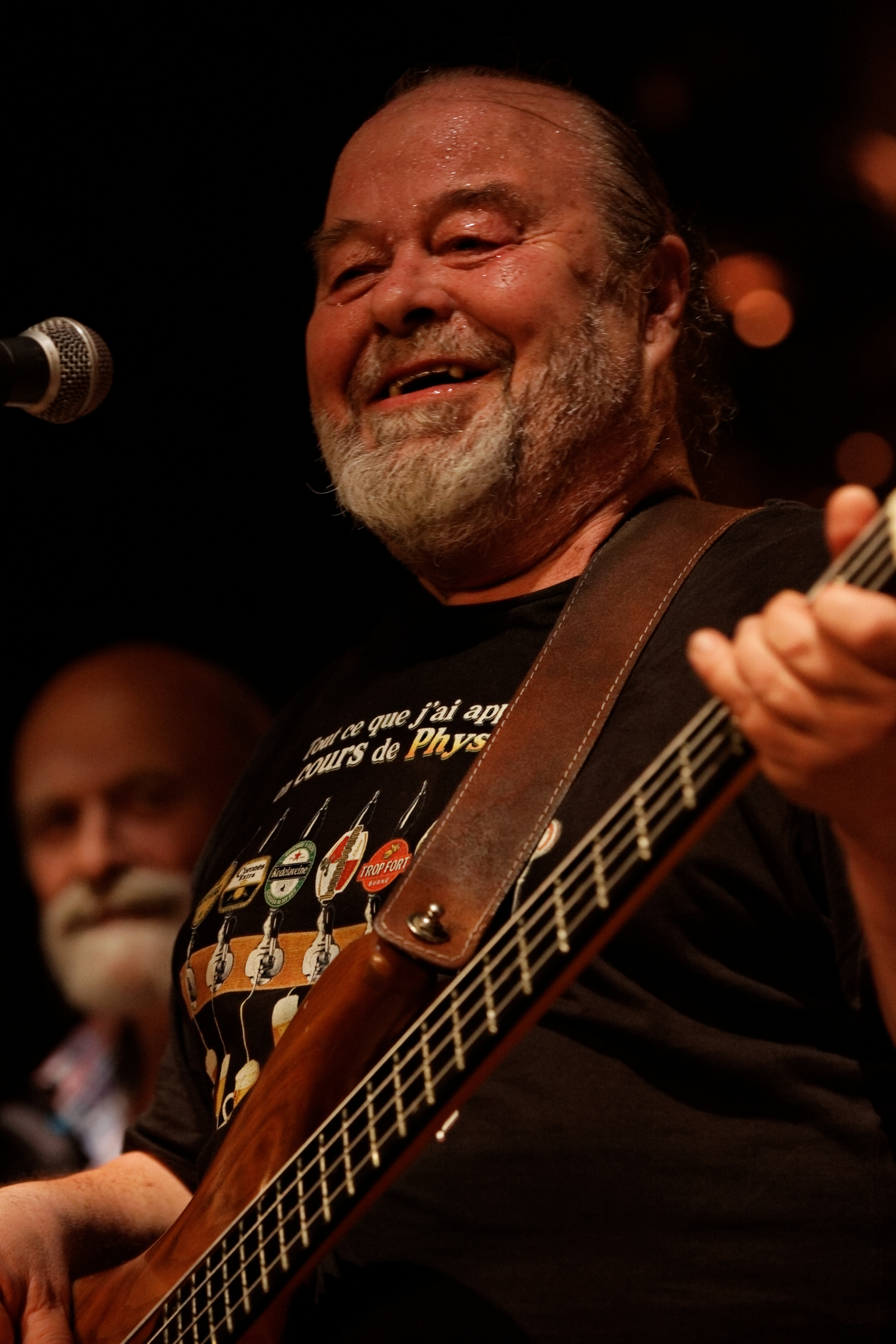
Jean-Pierre Le Cam

En 1994, en pleine nouvelle vague musicale celtique, le groupe croise Philippe Férec, qui sera initiateur de l'album Puzzle, compilation qui fait découvrir aux plus jeunes les standards des deux premières décennies. Il s'en vend 40 000 exemplaires. Yann Goas quitte le groupe après vingt-deux ans en tant que sonneur. Après les intérims de quelques musiciens comme Bernard Quilien (Bleizi Ruz), Youenn Le Bihan (Skolvan) et Jean-Claude Petit (Pengollo), c'est finalement Jacques Beauchamp qui devient le sonneur du groupe et qui apporte les sonorités de son accordéon diatonique.
L'album Steir est enregistré en 1998, avec le nouveau venu, le claviériste Philippe Ferec.
Fin 2004, après dix ans d'aventure, Jacques Beauchamp passe le flambeau à Christophe Morvan.
Début 2010, Le groupe décide de revenir à une formule avec un couple de sonneurs. Après avoir testé occasionnellement la formule à sept musiciens lors d'un déplacement en Italie où Christophe Morvan n'avait pu assister, pris par quelques obligations, il est remplacé exceptionnellement sur cette date par Morgan Le Loupp à la bombarde et Chim Cadudal à la cornemuse. Le public de la petite ville de Busto Arsizio au nord de Milan, réserve un enthousiasme certain à la formule. Le groupe a compris ce jour-là que l'avenir de Sonerien Du serait de jouer à sept musiciens.
Christophe Morvan ayant choisi d'autres horizons à partir de fin 2009, la nouvelle formule à sept musiciens démarre début 2010.
Mais ce n'est finalement pas Morgan Le Loupp qui tient le rôle de talabarder, car son activité professionnelle l'a poussé à décliner l'offre du groupe.
Chim Cadudal, qui connait Julien Tymen, alors penn sonneur du bagad du Moulin vert de Quimper, le propose aux autres musiciens. Pour la première fois entre dans Sonerien Du, un musicien né après la fondation du groupe.
L'année 2010 ayant bien démarré à sept musiciens, le groupe se retrouve à nouveau à six en mai, à la suite d'un ennui de santé du violoniste guitariste, Hervé Kernéis, qui, malheureusement, le tiendra définitivement éloigné de la scène.
Le groupe, désireux de réintégrer Hervé, ne le remplacera qu'un an après. Et c'est Claude Ziegler qui aura alors, en mai 2011 la lourde tâche de lui succéder. Lourde tâche car Hervé Kernéis jouait de pas mal d'instruments (guitares, violon et mandoline).
En 2012, le groupe fête ses quarante ans de scène au festival de Cornouaille, en même temps que Tri Yann, puis à Pont-l'Abbé le 18 août, sur le site de Kervazegan, entouré de nombreux amis musiciens. Jean-Pierre Le Cam quitte le groupe après l'été 2013 pour une retraite bien méritée, remplacé par Christophe Runarvot qui reprend la basse et le chant. On retrouvera de temps en temps Jean-Pierre en invité sur certaines dates.
En 2015, la nouvelle équipe sort Frankiz, premier album de Sonerien Du sans Jean-Pierre Le Cam. L'album est néanmoins dans la continuité du groupe, avec toujours l'équilibre entre les titres chantés et les instrumentaux. Un DVD bonus de 55 min capté lors du fest noz du festival des Brodeuses 2014 accompagne le disque.
En 2017, Sonerien Du fête ses 45 ans de scène. L'occasion de faire la fête toute l'année, avec la sortie de l'album 45 ans la Fiesta, qui regroupe des enregistrements live collector étalés sur une période de presque quarante ans. De Berlin en mars 1978 jusqu'à Guénin en janvier 2017. On y retrouve plusieurs formations historiques, où figurent Yann Goas, Gilles Roland, Jacques Beauchamp, Hervé Kernéis, Christian Desbordes, Raymond Riou, Dominique Robineau, Jean-Pierre Le Cam, ainsi que la formation actuelle.
Pour la première fois, Sonerien Du quitte l'Europe pour faire une tournée de douze jours en Chine du 16 au 29 mai 2018.

## La légende desSonerien Du

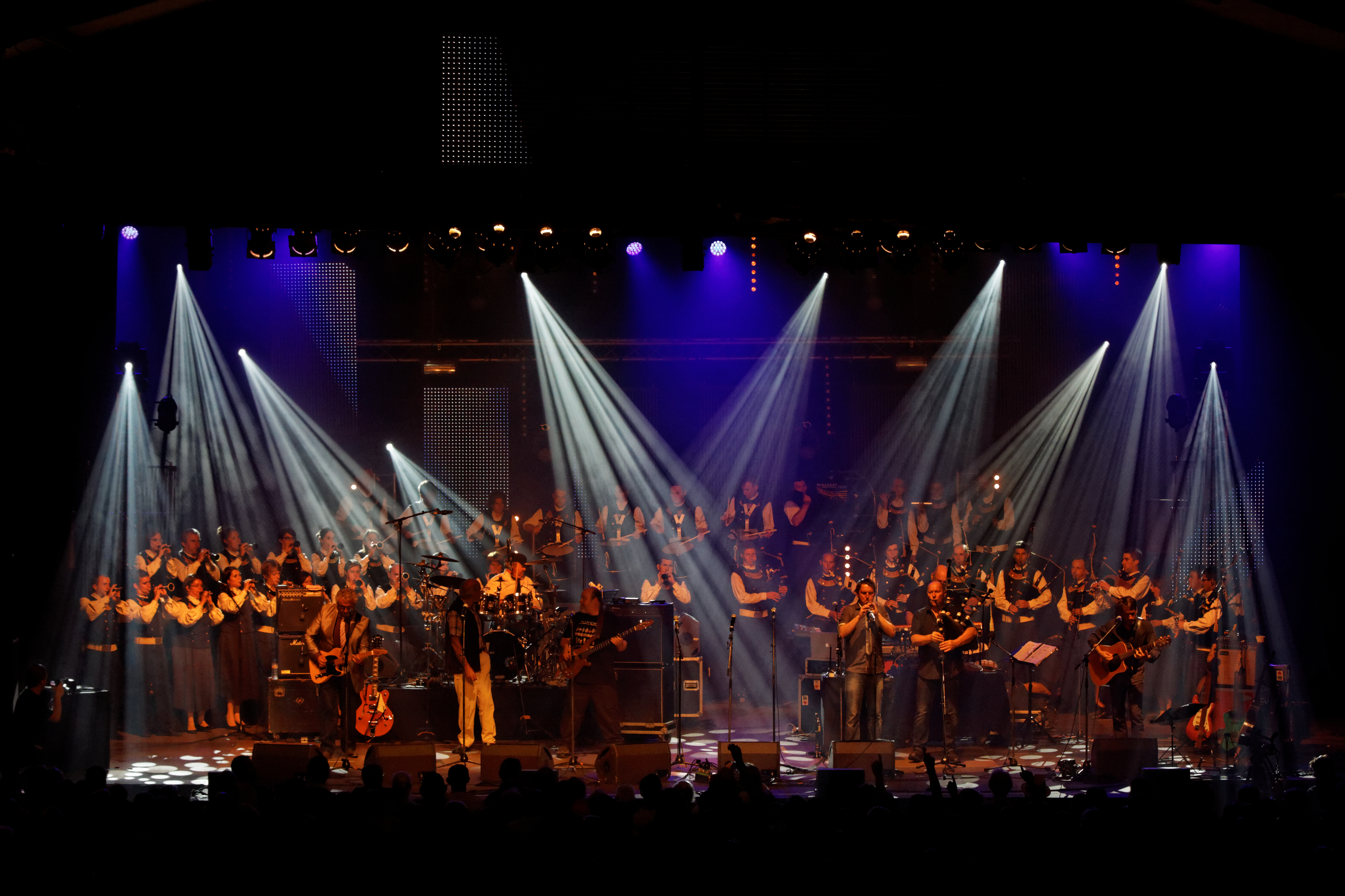
Le groupe accompagné du Bagad ar Meilhoù Glaz au festival de Cornouaille 2012.

Ils tiennent leur nom (« Sonneurs Noirs » en breton) en hommage aux deux sonneurs bigoudens de Lambour qui furent injustement pendus en 1786 à Pont-l'Abbé à la place de deux brigands qui sévissaient dans la région à la même époque.
Il faut savoir qu'à cette époque, la richesse des gens se voyait sur le costume. Plus une personne avait du bien, plus son costume était brodé. Les « Sonneurs Noirs » étaient appelés ainsi car pauvres, leur costume ne portait aucune broderie et, de ce fait, était noir. Ces Sonerien Du, avaient l'habitude d'animer mariages et autres fêtes, ne demandant pour salaire qu'à boire et à manger. Jamais vraiment fatigués de jouer, leurs prestations étaient réputées interminables. Il leur arrivait souvent de s'endormir dans les fossés, rentrant chez eux, repus de trop de boisson...
On dit aussi qu'à l'époque, les mariages bretons ne se terminaient que lorsque la musique s'arrêtait, et la légende raconte que les Sonerien Du les faisaient durer souvent plus de trois jours et trois nuits. Adulés du « petit peuple », ces deux sonneurs, dont l'un était Pierre Canévet, de Lambour, étaient les plus populaires du pays bigouden. Cette situation ne plaisait guère aux bourgeois du pays (qui voyaient leurs ouvriers plus occupés à célébrer mariages et fêtes qu'à travailler), ni au clergé, car la musique et les danses traditionnelles étaient des rites païens. Si bien que le jour où deux brigands de grand chemin furent arrêtés par la maréchaussée à la suite d'un vol commis dans la nuit du 25 au 26 février 1786 dans une ferme de Plomeur et que, sur la route, ils trouvèrent les Sonerien Du, « ivres mort », dormant dans le fossé, les gens d'armes acceptèrent, contre monnaie « sonnante et trébuchante », de substituer les uns aux autres. Ainsi, les deux sonneurs furent pendus, sans autre forme de procès, sur la place du Marchallac'h à Pont-l'Abbé et les corps exposés aux fourches patibulaires de la colline de Bringall, au lieu-dit « ar justiciou » (les justices) à Pont L'Abbé, à la grande joie de l'église et de la bourgeoisie Bigoudène. Bien sûr, cette nouvelle se répandit comme une traînée de poudre dans le pays et la population fut scandalisée par cette nouvelle.
Parallèlement, une épidémie de peste dévasta le pays Bigouden, celle-ci s'ajouta à la légende. En effet, les corps des deux sonneurs, excommuniés, furent laissés en l'état, et la légende raconte que le fait de toucher leurs corps immunisait de la peste. Ainsi, ils passèrent du statut de musiciens populaires au statut de porte-bonheur. Depuis, les femmes bigoudènes, lorsqu'elles cassaient des assiettes, allaient jeter les morceaux à l'endroit où les Sonerien Du ont été finalement enterrés, non loin du lieu-dit « Ar justicioù » où ils furent pendus, car cela portait bonheur. Ces morceaux de faïence étaient appelés des « bravigoù ».
Des recherches avaient été effectuées par Yann Corentin Ar Gall, sonneur Bigouden renommé, membre fondateur du groupe. C'est lui qui donne le nom Sonerien Du au groupe. Il avait trouvé jusqu'au nom de famille des véritables sonneurs noirs. Malheureusement, il a emporté toutes ces recherches avec lui lors de son décès. Pour ce qui est de l'anecdote, le lieu-dit « Les justices » se trouve à Pont L'Abbé, juste derrière la gendarmerie.

## Membres[7]

### Le groupe actuel
- Gérard Belbeoch (depuis 1985) : batteries, percussions, programmations, chant
- Dominique Lardic (depuis 1988) : guitares électrique et acoustique, chant
- Philippe Ferec (depuis 1995) : claviers, accordéon, programmation, chant
- Julien Tymen (depuis 2010) : bombardes, flûtes, chant
- Claude Ziegler (depuis 2012) : violon, guitares acoustique et électrique, mandoline, chant
- Christophe Runarvot (depuis 2013) : basse, chant
- Tangi Pensec (depuis 2020) : cornemuse écossaise, Biniou kozh, veuze, chant

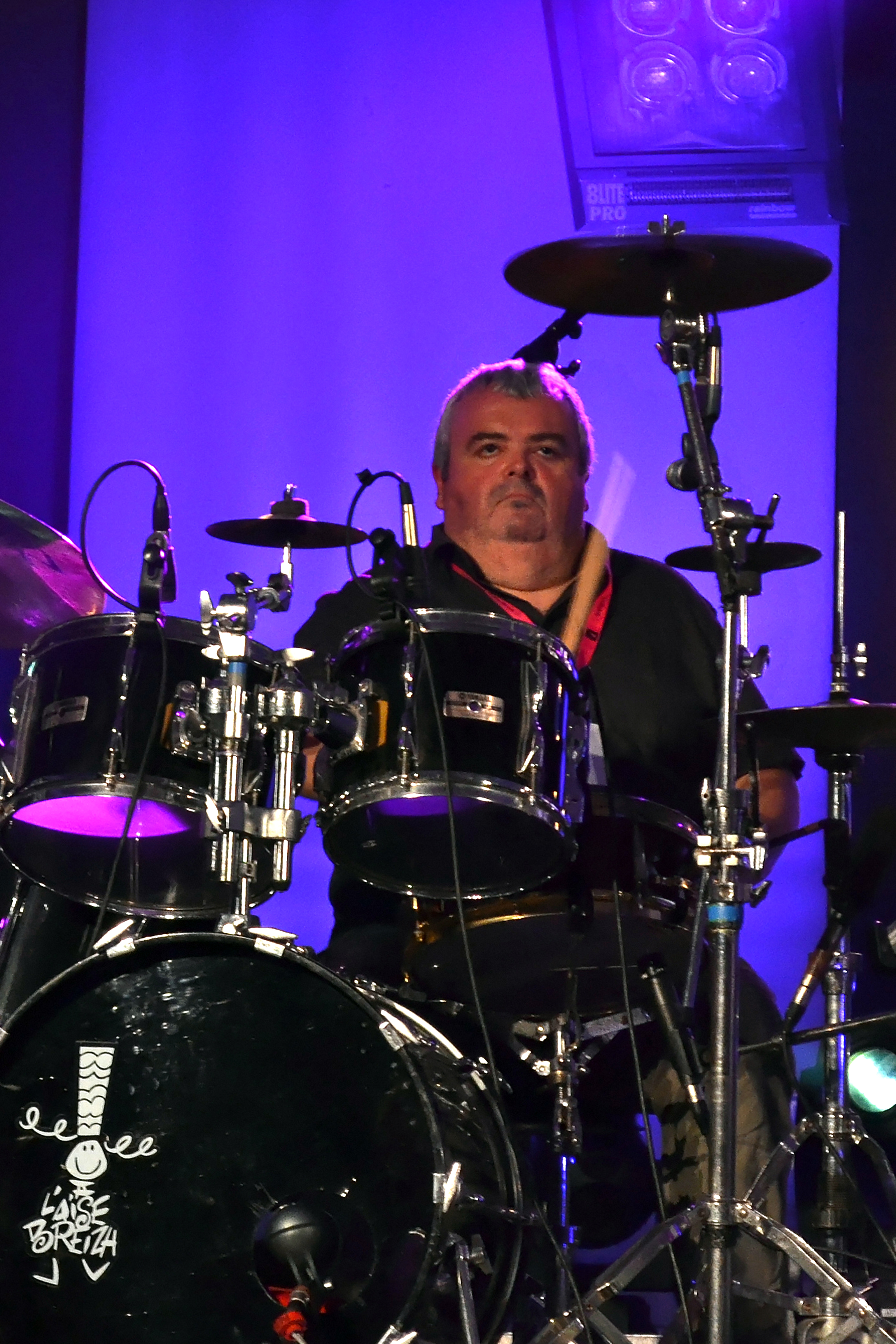
Gérard Belbeoch
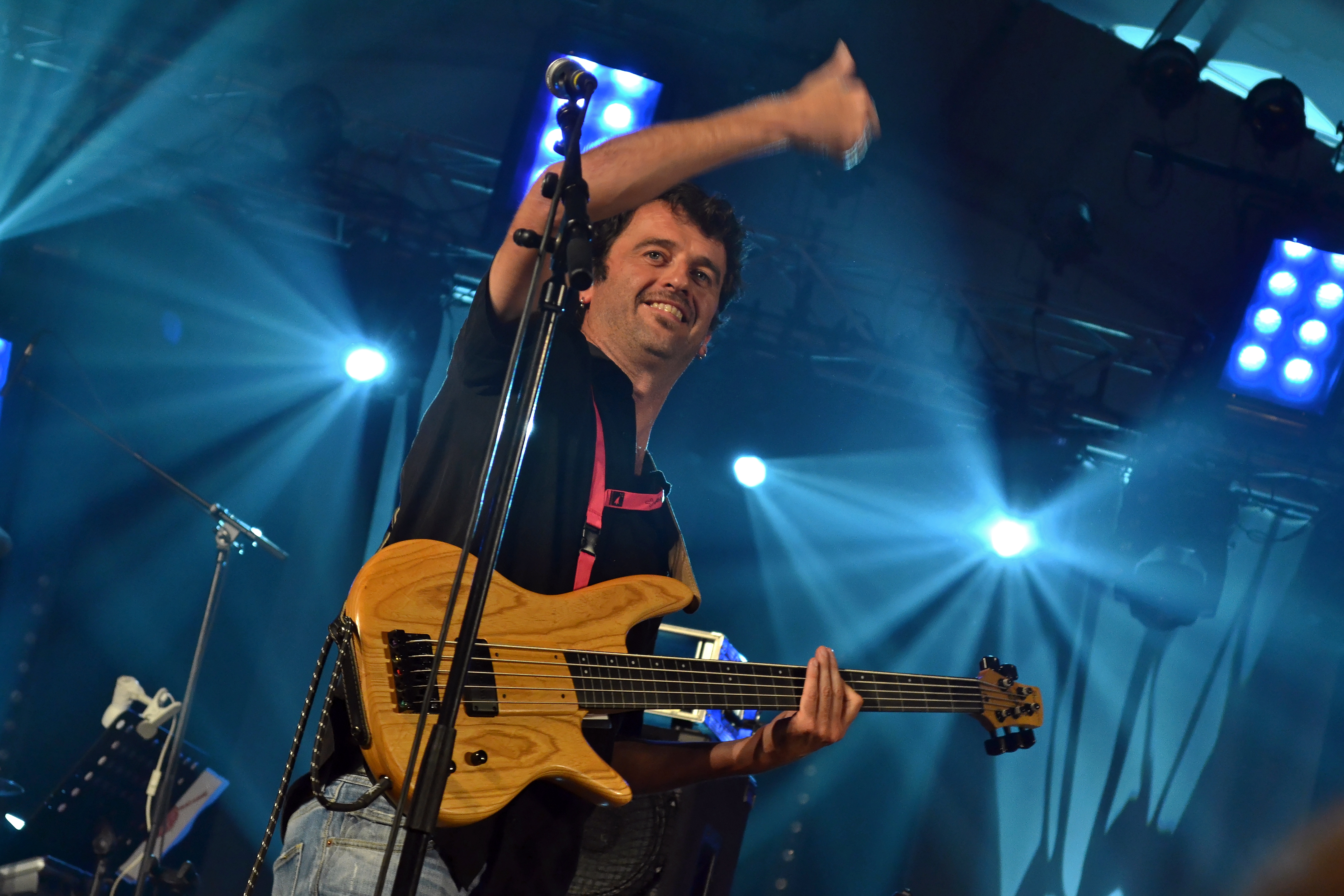
Christophe Runarvot
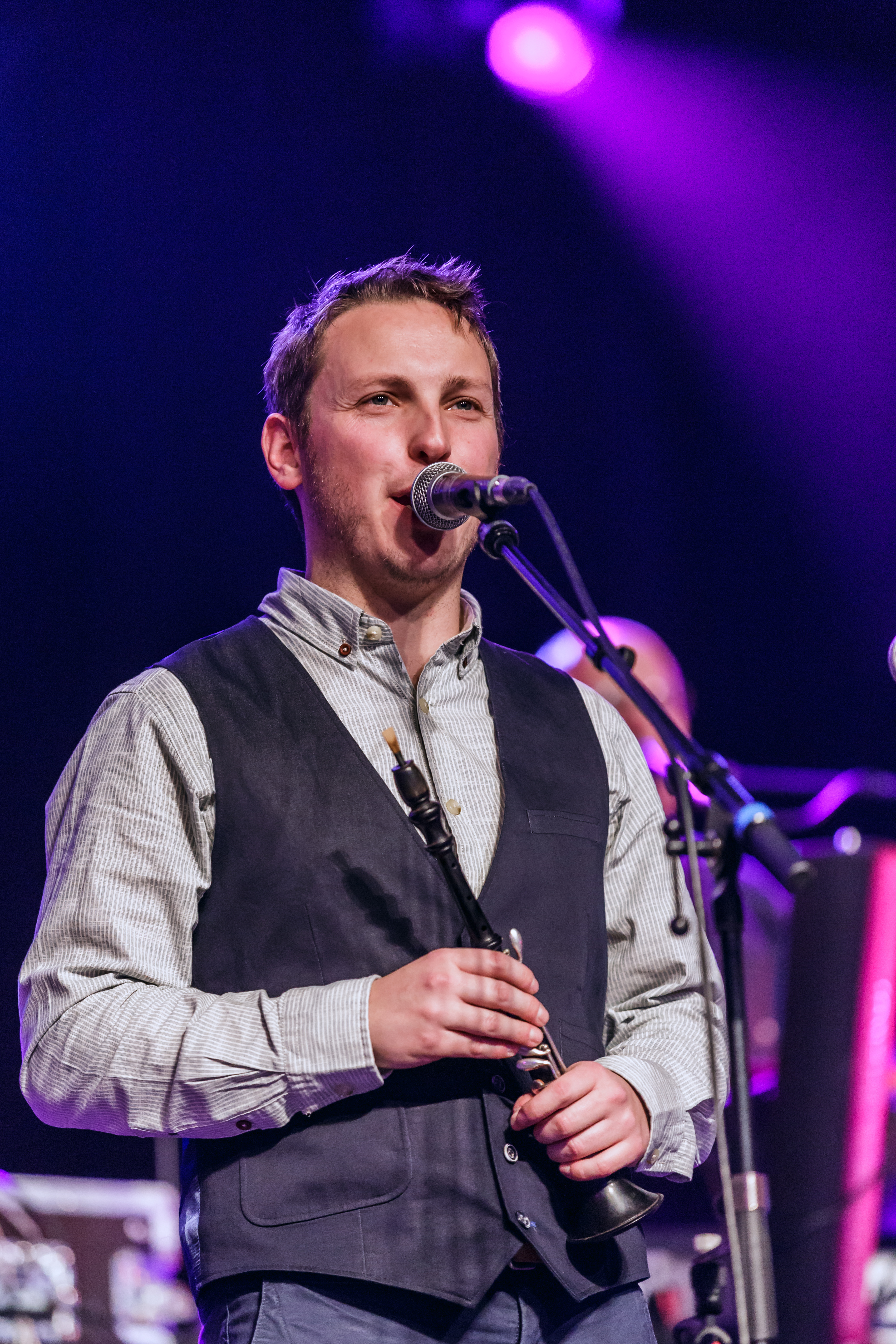
Julien Tymen
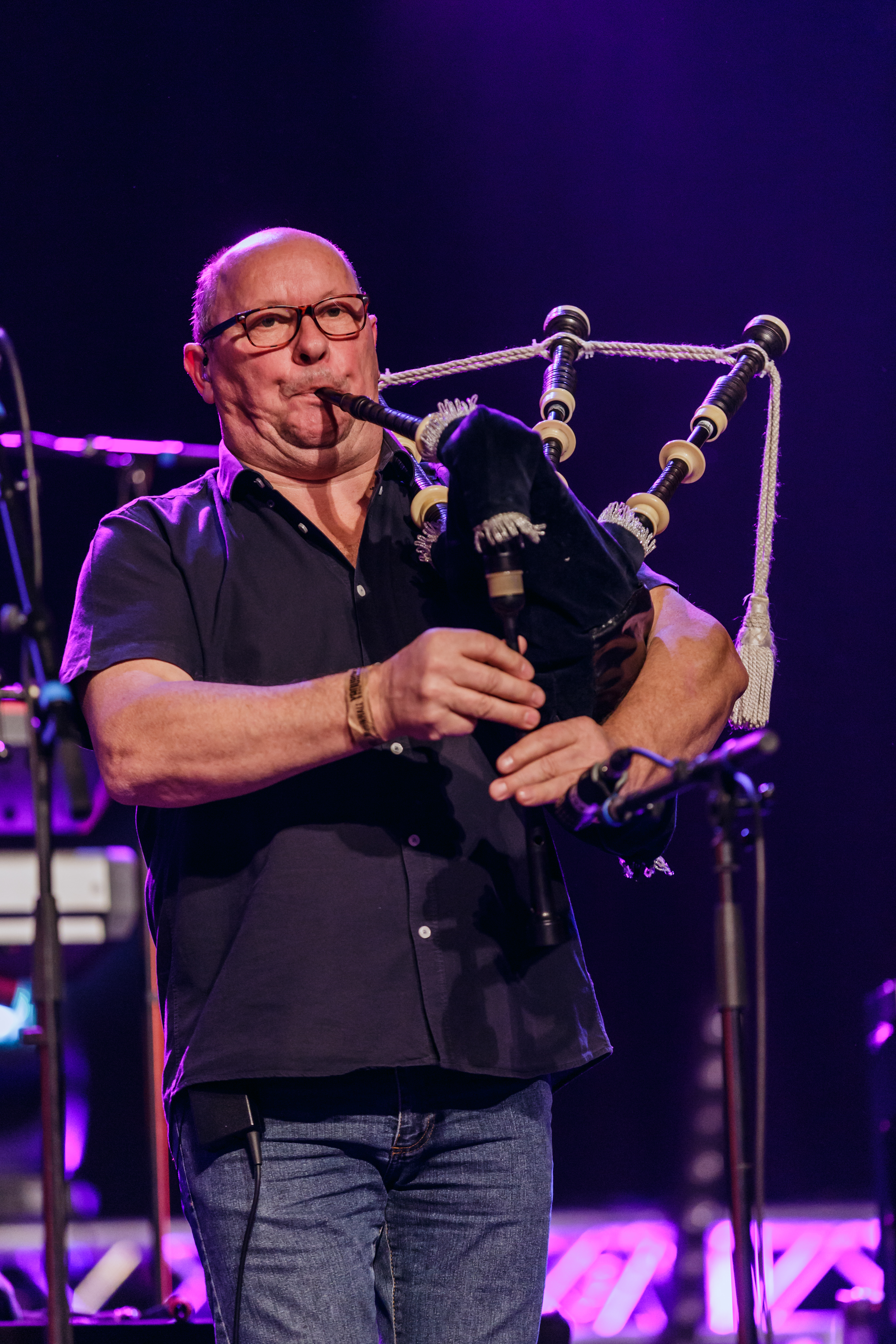
Chim Cadudal
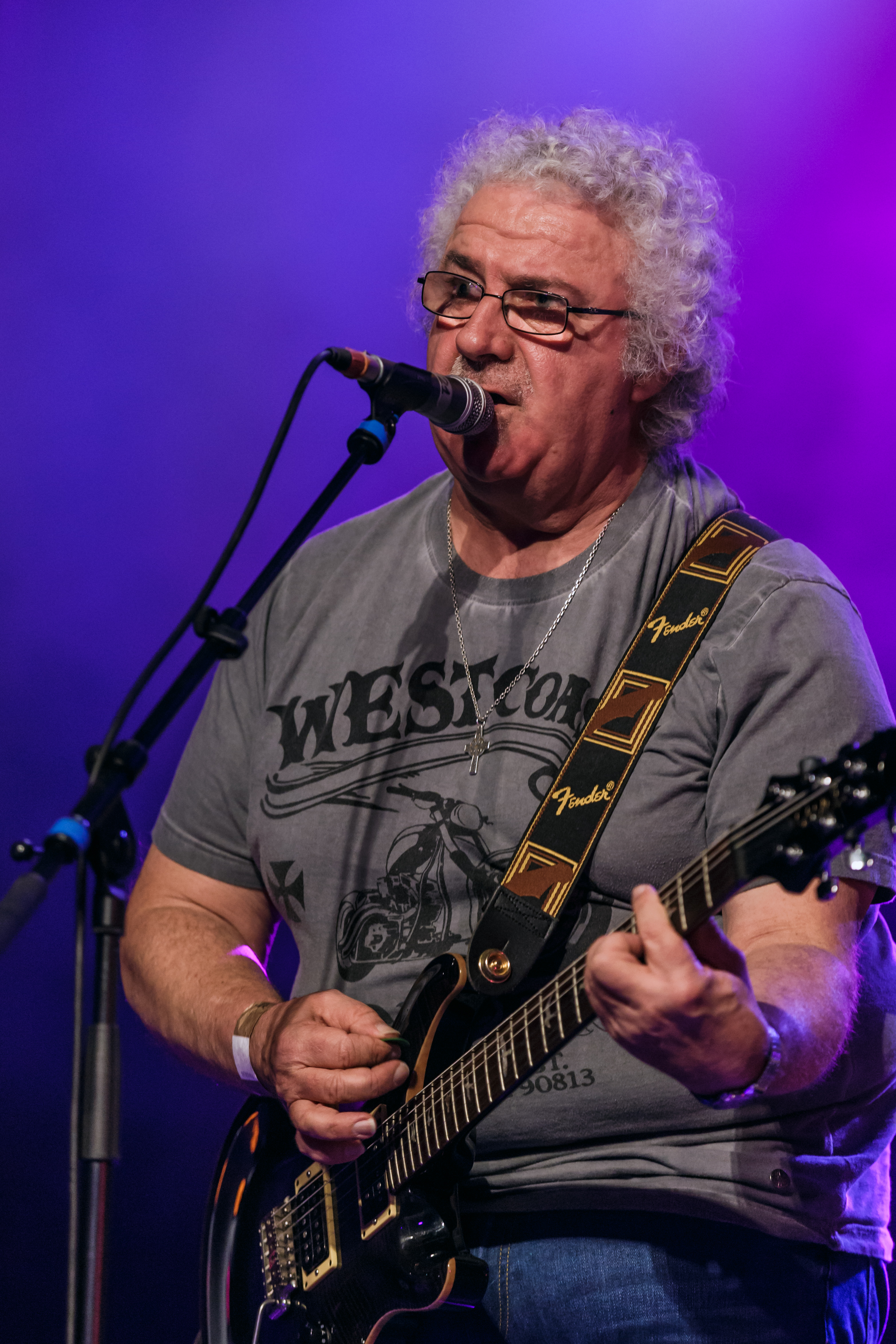
Dominique Lardic
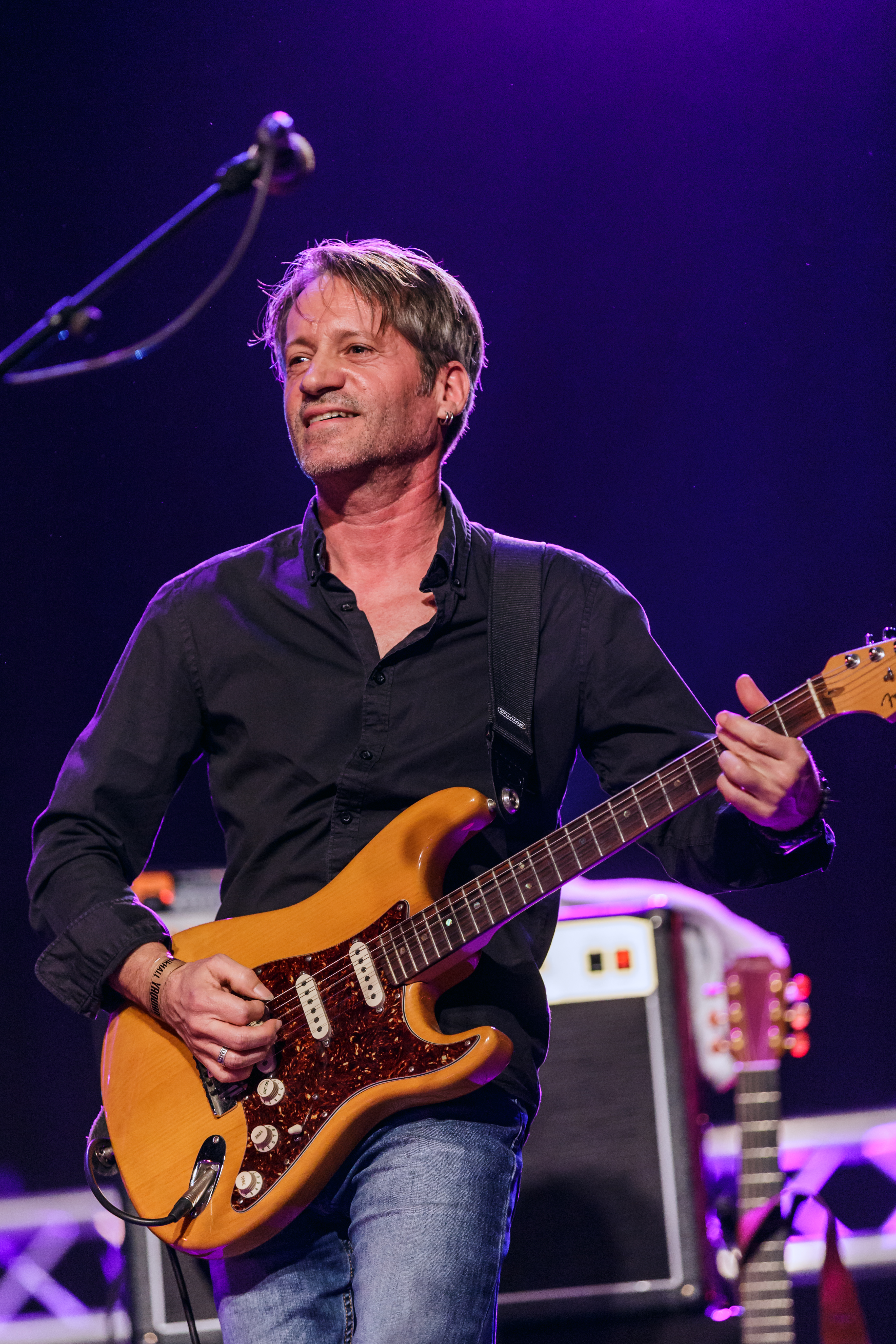
Claude Ziegler
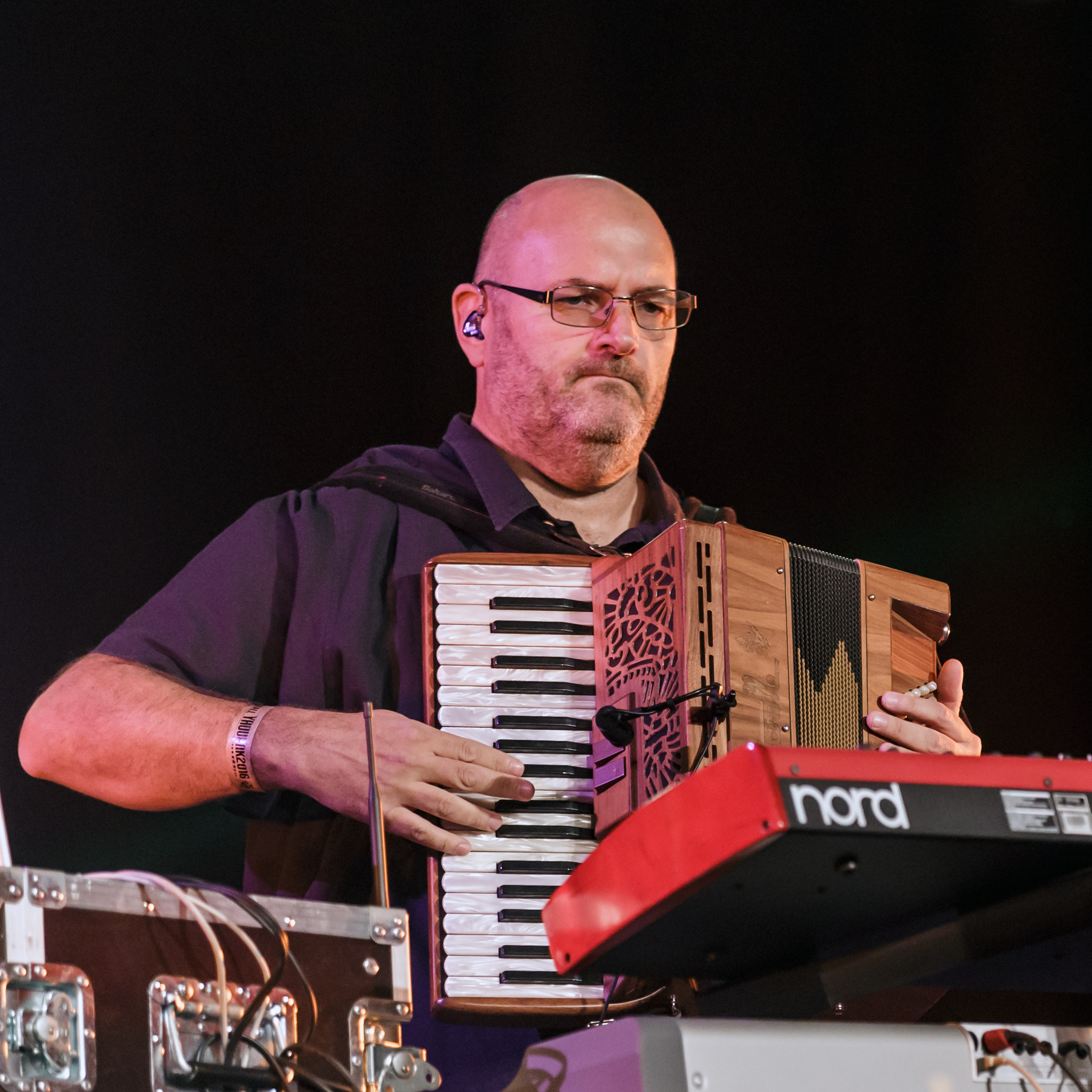
Philippe Ferec

### Anciens membres
- Yann Kaourintin Ar Gall (de 1971 à 1972, décédé en octobre 1995[8]) : bombarde
- Didier Quiniou (de 1971 à 1976, décédé en octobre 2014[9]) : guitare acoustique
- Raymond Riou (de 1971 à 1988) : chant, guitare acoustique
- Gilles Rolland (de 1971 à 1982) : accordéon chromatique
- Daniel Tanneau (de 1971 à 1976) : biniou
- Yann Goas (de 1972 à 1994, décédé en novembre 2021[10]) : bombarde
- Jean-Pierre Le Cam (de 1972 à 2013[11]) : basse, chant
- Dan Ar Braz (1976) : guitare électrique
- Michel Santangeli (1976) : batterie
- Christian Desbordes (de 1976 à 1979) : violon
- Hervé Kerneïs (de 1979 à 2011) : chant, guitare électrique, violon
- Éric Dureau (de 1985 à 1989) : claviers
- Claude Le Brun (de 1983 à 1985) : claviers, harpe
- Jacques Moreau (de 1984 à 1985) : congas, percussions
- Dominique Robineau (de 1989 à 1995) : claviers
- Jacques Beauchamp (de 1994 à 2005) : accordéon chromatique, biniou, bombarde, chant
- Christophe Morvan (de 2005 à 2009) : cornemuse, flûtes
- Chim Cadudal (de 2010 à 2020) : cornemuse écossaise, biniou, veuze

### Tableau chronologique
Nota : Les couleurs sont indicatives, puisque les musiciens du groupe pratiquent plusieurs instruments (en particulier le chant qui n'est pas représenté dans le tableau ci-dessus).

### Albums en concert

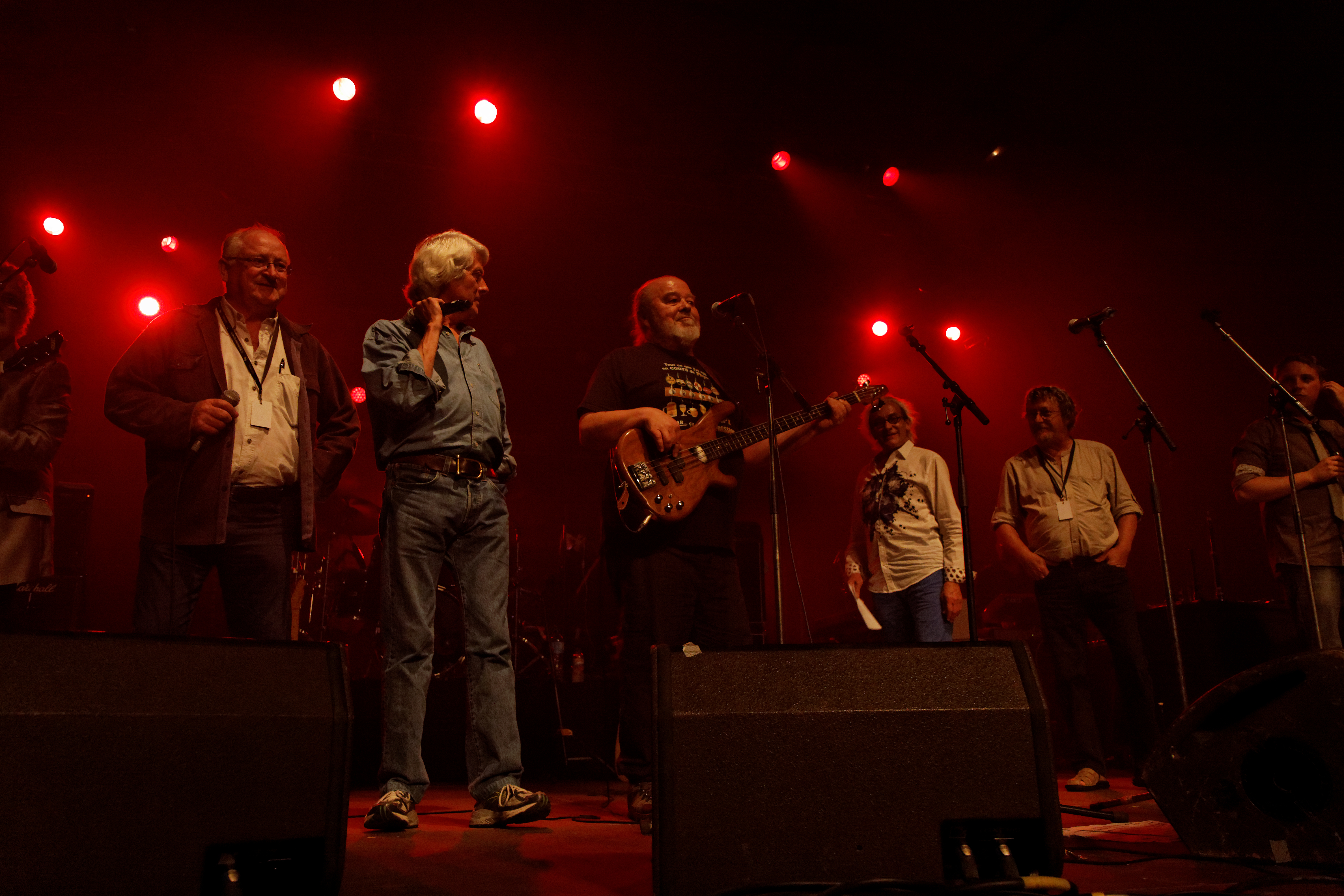
En 2012, le groupe fête ses 40 ans en même temps que Tri Yann lors d'une soirée spéciale au festival de Cornouaille.

## Livre
- Gilles Simon : Les métamorphoses de Sonerien Du, éditions AGDL Roland Chatain, 2022, 300 pages[12].